# Tachymarptis
Tachymarptis é um género de aves da família Apodidae.

## Lista de espécies
O género Tachymarptis compreende duas espécies:
- Andorinhão-real, Tachymarptis melba
- Andorinhão-malhado, Tachymarptis aequatorialis